# Germijan
Germijan (turško Germiyanoğulları Beyliği) s prestolnico Kütahya je bil ena od prominentnih anatolskih obmejnih kneževin (bejlik), ki so jo ustanovili Kurdi in Turki v zatonu Seldžuškega sultanata Rum. Po Agostonu so bili vladarji Germijana Turkmeni, ki so pod pritiskom Mongolov v drugi polovici 13. stoletja emigrirali na zahod.
V drugi polovici 14. stoletja je bila Germijanska dinastija nekaj časa za Karamanidsko dinastijo druga najmočnejša dinastija v regiji. Kasneje so na oblast v Karamanu prišli bližnji Osmani, ustanovitelji Osmanskega cesarstva. 
Germijani so igrali ključno vlogo v naseljevanju Turkov v pokrajinah ob Egejskem morju. Kneževine Aydin,  Sarukhan, İnançoğlu in Menteşe so ustanovili germijanski vojskovodje.
Leta 1283 so se po mongolski usmrtitvi seldžuškega sultana Kejhusreva III. uprli mongolski oblasti in na seldžuški prestol posadili Mesuda II. Spopadi  med mongolsko-seldžuško vojsko s sedežev v Konyi in germijanskimi uporniki so se nadaljevali do leta 1290. Mirovni sporazum je bil sklenjen šele leta 1299 in Germijan je prišel pod oblast Ankare. Ko je Anatolijo leta 1314 zasedel ilkanski guverner Emir Čoban, mu je Germijan obljubil zvestobo in usmeril svoje napade proti zahodu.
Bejliki Menteşe, Aydin, Ladik, Sarukhan in Karasi zahodno od Germijana  so bili v zgodnjih obdobjih njegove ustanovitve njegovi podložniki, medtem ko sta se bejlika   Sâhib Ata in Hamididi na jugu zanašala na njegovo zaščito pred napadi Karamanidov.  Severno od Germijana bizantinski viri omenjajo Umur Bega, vojskovodjo in zeta germijanske vladarske hiše, ki je posedoval Paflagonijo, v kateri je po upadu germijanske moči zavladala dinastija Džandaridov. 
Germijan so nazadnje obdale nove države, ki so jih ustanovili njihovi nekdanji vojskovodje, in Germijanu zaprli pot do Egejskega morja oziroma bizantinskega ozemlja. Germijan je zaradi pritiska močnih Karamanidov z vzhoda postopoma prišel pod vpliv vedno močnejših Osmanov.
Sedanja turška provinca Kütahya  je bila sprva germijanska podprovinca (sandžak) in kasneje provinca (vilajet), dokler se ni v prvih letih Republike Turčije preimenovala po svojem glavnem mestu.
Dinastija, ki je ustanovila kneževino Germijan, je imela slavne potomce tudi v Osmanskem cesarstvu in sedanji Turčiji. Eden od najslavnejših je bil Abdurrahman Nureddin Paša, v 19. stoletju veliki vezir Osmanskega cesarstva.